# Pollitos
Pollitos är en ort i Mexiko.   Den ligger i kommunen Mexquitic de Carmona och delstaten San Luis Potosí, i den centrala delen av landet, 400 km nordväst om huvudstaden Mexico City. Pollitos ligger 2 165 meter över havet och antalet invånare är 466.
Terrängen runt Pollitos är kuperad österut, men västerut är den platt. Terrängen runt Pollitos sluttar norrut. Runt Pollitos är det ganska tätbefolkat, med 108 invånare per kvadratkilometer. Närmaste större samhälle är Paisanos, 14,5 km öster om Pollitos. Omgivningarna runt Pollitos är i huvudsak ett öppet busklandskap.